# Moneybagg Yo
DeMario DeWayne White Jr. (nascido em 22 de setembro de 1991), conhecido profissionalmente como Moneybagg Yo, é um rapper americano. Ele assinou com a gravadora do colega rapper de Memphis Yo Gotti, Collective Music Group (CMG), em uma junção com a Interscope Records. Seus dois primeiros projetos a estrearem no Top 20, Federal 3X e 2 Heartless, estrearam em 5º e 16º lugares na Billboard 200, respectivamente. Seu terceiro álbum, Time Served, estreou no número 3 na Billboard 200 em janeiro de 2020, enquanto seu quarto álbum, A Gangsta's Pain, foi lançado em abril de 2021 e se tornou seu primeiro projeto no topo das paradas.

## Infância
DeMario DeWayne White Jr. nasceu em 22 de setembro de 1991, em South Memphis, Tennessee.

## Carreira
Suas primeiras mixtapes foram lançadas em 2012, incluindo From Da Block 2 Da Booth e October 20th. Em 2016, lançou mais três, um dos quais ganhou o Memphis Hip Hop Award na categoria "Mixtape of the Year". Federal Reloaded, uma versão da primeira edição da série Federal, contou com participações especiais de Y Grizzle, Young Dolph e OG Boo Dirty, entre outros. O seguimento, ELO (Everybody Lives On), contou com as participações de Yo Gotti e Migos'Quavo, entre outros. Seu trabalho com Yo Gotti continuou em um esforço conjunto intitulado 2 Federal, lançado em outubro de 2016. Heartless chegou em fevereiro de 2017 e alcançou a posição de número 177 na Billboard 200. A mixtape contou com as participações de YFN Lucci e Lil Durk. Em outubro de 2017, Moneybagg lançou Federal 3X, sua estreia com a Interscope desde que assinou um acordo de distribuição. A mixtape tem participação exclusiva de YoungBoy Never Broke Again.
Em 2018, Moneybagg Yo lançou um álbum de compilação: Moneybagg Yo Presents: NLess Ent x Bread Gang. O projeto foi lançado em 1 de janeiro de 2018. Em 14 de fevereiro de 2018, Moneybagg lançou sua mixtape em sequencia para Heartless, a 2 Heartless de 2017 com participações de Quavo, Yo Gotti, Lil Baby e BlocBoy JB e produção de Zaytoven e Southside. Em 27 de julho de 2018, ele lançou uma mixtape de nove faixas, Bet On Me, com participações de YoungBoy Never Broke Again, Lil Baby e Gunna com a produção por Tay Keith, Drum God, Javar e outros. Moneybagg Yo lançou seu primeiro álbum de estúdio, Reset, em novembro de 2018. Ele lançou seu segundo álbum de estúdio, 43va Heartless, em maio de 2019. Seu terceiro álbum de estúdio, Time Served, foi lançado em janeiro de 2020. Inclui "All Dat" e "U Played ", seus primeiros singles na parada Hot 100. O álbum alcançou a terceira posição na Billboard 200, com 66.000 unidades vendidas durante sua primeira semana de lançamento. Foi seguido por uma deluxe edition em maio. Em 30 de junho de 2020, ele lançou o single "Said Sum", sua canção de maior sucesso como artista principal.
Depois que Moneybagg Yo e o rapper Blac Youngsta anunciaram que lançariam seus respectivos álbuns solo em um dia compartilhado de 18 de setembro de 2020, os rappers levaram isso para a mídia social dois dias antes para anunciar que, em vez disso, lançariam uma mixtape colaborativa intitulada Code Red . Moneybagg Yo também lançou um remix de "Said Sum", com participação do grupo americano de hip hop City Girls e do rapper americano DaBaby, que está incluído na mixtape.
Moneybagg lançou seu quarto álbum de estúdio, A Gangsta's Pain, em 23 de abril de 2021. Inclui participações de Kaash Paige, Big30, Future, Polo G, Lil Durk, Jhené Aiko e Pharrell Williams. O álbum se tornou seu primeiro projeto número um, estreando com 110.000 unidades na Billboard 200, e voltou ao topo em sua terceira semana. Em 1 de junho de 2021, Moneybagg lançou o single independente, "Rookie of the Year", uma canção ao jogador de basquete Ja Morant.

## Vida Pessoal
Moneybagg Yo tem oito filhos, quatro filhos e quatro filhas. Ele namorou sua colega e rapper Megan Thee Stallion, mas eles se separaram em 2019; ela apareceu em seu single "All Dat". Desde janeiro de 2020, ele estava namorando a anfitriã do clube, Ariana "Ari" Fletcher, porém, Ariana confirmou o fim do relacionamento em 1 de fevereiro de 2021. 
Em 2018, MoneyBagg Yo se converteu ao Islã, pegando sua Shahada do rapper Kevin Gates. Ele ora cinco vezes por dia e jejua durante o Ramadã.
Moneybagg Yo descreveu o Islã como o que o fez parar de beber remédios com base em Codeína, declarando em uma entrevista que, "Eu sou muçulmano, então sou disciplinado... Tenho uma mente forte".

## Discografia
- Reset (2018)
- 43va Heartless (2019)
- Time Served (2020)
- A Gangsta's Pain (2021)